# 失誤 (籃球)
失誤(英語：Turnover)，是指在籃球比賽中，當球隊在向籃筐出手前就失去球權且球權轉移到敵隊，就算發生失誤。失誤的發生可能是球被抄走，出界，傳球被攔截，違例（如二次運球，走步，24秒違例，三秒違例或五秒違例），或者被判進攻犯規（包括侵人犯規、惡意犯規和技術犯規）。
根據《波士頓環球報》體育記者鮑勃·瑞恩 (Bob Ryan) 稱，失誤的概念最初是由他的同事傑克·巴裡 (Jack Barry) 提出的。美國籃球協會（ABA）在1967-68賽季正式記錄失誤這項數據，此種做法後來在1977-78賽季NBA-ABA合併後被NBA採納。

## 紀錄
NBA 單場最高失誤的紀錄是由傑森·基德和約翰·德魯所保持。 2000 年11月17日，效力於鳳凰城太陽的基德在對上紐約尼克的比賽中出現了14次失誤。1978年3月1日，效力於亞特蘭大老鷹的德魯在對上紐澤西籃網犯下了14次失誤。 NBA季后賽單場最高失誤的紀錄是13次，由休士頓火箭的詹姆斯哈登在2015年5月27日對陣金州勇士時創造。 自1997年首個賽季以来， WNBA就記錄了失誤， WNBA球隊單場最多失誤的紀錄是33次。WNBA球員賽季最多失誤的紀錄是由蒂莎·佩妮謝蘿保持的，他在1999年單季犯下了135次失誤。  WNBA生涯累積最多失誤的紀錄是由貝姬·哈蒙保持的，共有1224次失誤。 

## 另見
- NBA生涯失誤數領先者